# 胡栄華
胡 栄華（こ えいか、胡荣华、拼音: Hú Rónghuá、1945年11月14日- ）は、上海生まれのシャンチー（中国象棋）の特級大師（グランドマスター）である。原籍は江蘇塩城。棋界では「胡司令」と呼ばれる。少年時代は竇国柱、徐大慶に師事した。

## 成績
1950年代末に、上海市の成人の象棋大会に参加し、良好な成績を収めた。1960年代初めに全国大会に参加し、わずか15歳で個人部門での優勝を果たした。1979年までに10回の全国優勝を果たし、「十連覇」と称された。1983年、1985年、1997年、2000年も全国チャンピオンとなり、最年少記録と最年長記録（55歳）を保持している。
1980年代には「五羊杯」で5度の優勝。1988年には第一回の「棋王」となった。上海は5度の全国優勝（1960年、1979年、1986年、1991年、1994年）を果たした。1980年から1990年の間に、「アジア杯」を5度制し、1990年には第一回の世界象棋選手権では中国チームの一員として優勝した。1984年、第一回の「七星杯」中国象棋国際トーナメントで優勝した。1991年、1993年は第5回、第6回の洲城市名手大会で優勝した。
1982年に象棋特級大師の称号を得た。1988年に特級国際大師の称号を得た。1982年、1991年の2度、中国国家体委から「体育運動栄誉奨章」を授与された。

## 棋風
盲棋（目隠し将棋）を非常に得意とし、また「盲目車輪戦」（多面指し）も得意とした。これは文化大革命の期間、象棋チームの活動が停止し、自己鍛錬に没頭したためである。
豊富な知識と読みの深さ、正確さによって、14人と同時に象棋を打つことができた。1977年にはマカオで盲棋のパフォーマンスを行い、同時に4人の棋士と対戦し、2勝2分の成績を収めた。
飛相局、反宮馬、順手炮などの戦法の発展に寄与した。

## 役職
- 上海棋院院長
- 中国象棋協会副主席
- アジアシャンチー連盟第一副会長
- 象棋国家級教練員